# Gian-Carlo Wick
Pour les articles homonymes, voir Wick.
Gian-Carlo Wick, en italien : Gian Carlo Wick, est né le 15 octobre 1909 à Turin, alors royaume d'Italie, et mort dans cette même ville le 20 avril 1992. C'est un physicien italien connu pour ses travaux en théorie quantique des champs et en physique mathématique.

## Biographie
Gian-Carlo Wick soutient sa thèse à l'Université de Turin sous la direction de Gleb Wataghin en 1930. Il va ensuite à l'Université de Göttingen et à l'Université de Leipzig où il se lie avec Werner Heisenberg.
En 1932 il devient l'assistant de Enrico Fermi à l'Université de Rome. Après avoir occupé des postes dans les universités de Palerme et de Padoue à partir de 1937, il revient à Rome en 1940. En 1946 il suit Fermi qui part aux États-Unis. Il occupe des postes à l'Université Notre-Dame-du-Lac puis à l'Université de Californie à Berkeley. Refusant de se soumettre aux contraintes du maccarthysme, il part à l'Université Carnegie-Mellon en 1951. Jusqu'en 1957 il alterne avec des périodes à l'Institute for Advanced Study à Princeton et au CERN. À cette date il prend la direction du département théorique du Laboratoire national de Brookhaven.
En 1965 il devient professeur à l'Université Columbia, puis, après sa retraite, il travaille à l'École Normale de l'Université de Pise.
Parmi ses travaux on note la rotation de Wick reliant la physique statistique et la mécanique quantique, le théorème de Wick en théorie quantique des champs et l'introduction de la méthode SN (ou méthode des ordonnées discrètes) pour la résolution du transfert radiatif.

## Distinctions
- Prix Heineman de l'APS, 1967.
- Prix Ettore Majorana, 1968.
- Médaille Matteucci, 1981.

- Membre de l'Académie des sciences des États-Unis.
- Membre de l'Académie des Lyncéens.
- Membre de l'Académie des sciences de Turin.

## Ouvrages
- (it) E. Persico, G.-C. Wick et E. Pistolesi, Questioni di matematica applicata : trattate nel IIo convegno di matematica applicata, Roma, 1939-XVII, Zanichelli, 1940
- (en) G.-C. Wick, Invariance principles in nuclear physics, Brookhaven National Laboratory, 1958
- (en) G.-C. Wick, Visual aids to relativistic kinematics, CERN, 1973